# Konstantin Curanow
Konstantin Jurjewicz Curanow (ros. Константин Юрьевич Цуранов; ur. 21 sierpnia 1972 w Rostowie nad Donem) – rosyjski strzelec, olimpijczyk. Syn Jurija, wielokrotnego mistrza świata.

## Życiorys
Uczestnik Letnich Igrzysk Olimpijskich 2008, podczas których zajął 23. miejsce w skeecie (startowało 41 zawodników). 
Zajął 2. miejsce indywidualnie w Pucharze Świata w Pekinie w 2008 roku. Uczestnik mistrzostw świata i Europy (m.in. 12. na mistrzostwach świata w 2001 roku i 6. na mistrzostwach Europy w 2008 roku). Indywidualny mistrz Rosji z 2000 roku i drużynowy wicemistrz kraju z 2014 roku. Mistrz Sportu Klasy Międzynarodowej.
Absolwent Kubańskiego Uniwersytetu Kultury Fizycznej, Sportu i Turystyki w Krasnodarze. Żonaty z Nadieżdą, z którą ma syna Siemiona.

## Wyniki

### Igrzyska olimpijskie
| Igrzyska   | Konkurencja | Wynik                     | Miejsce | Źródło |
| ---------- | ----------- | ------------------------- | ------- | ------ |
| Pekin 2008 | Skeet       | 113 pkt. (21–22–23–24–23) | 23      | [ 1 ]  |